# Eugène Eyraud
Eugène Casimir Eyraud, né le 5 février 1820 à Saint-Bonnet dans les Hautes-Alpes, est un serrurier-mécanicien français devenu missionnaire chrétien à l'Île de Pâques. Il y meurt le 19 août 1868 et il y est enterré. 

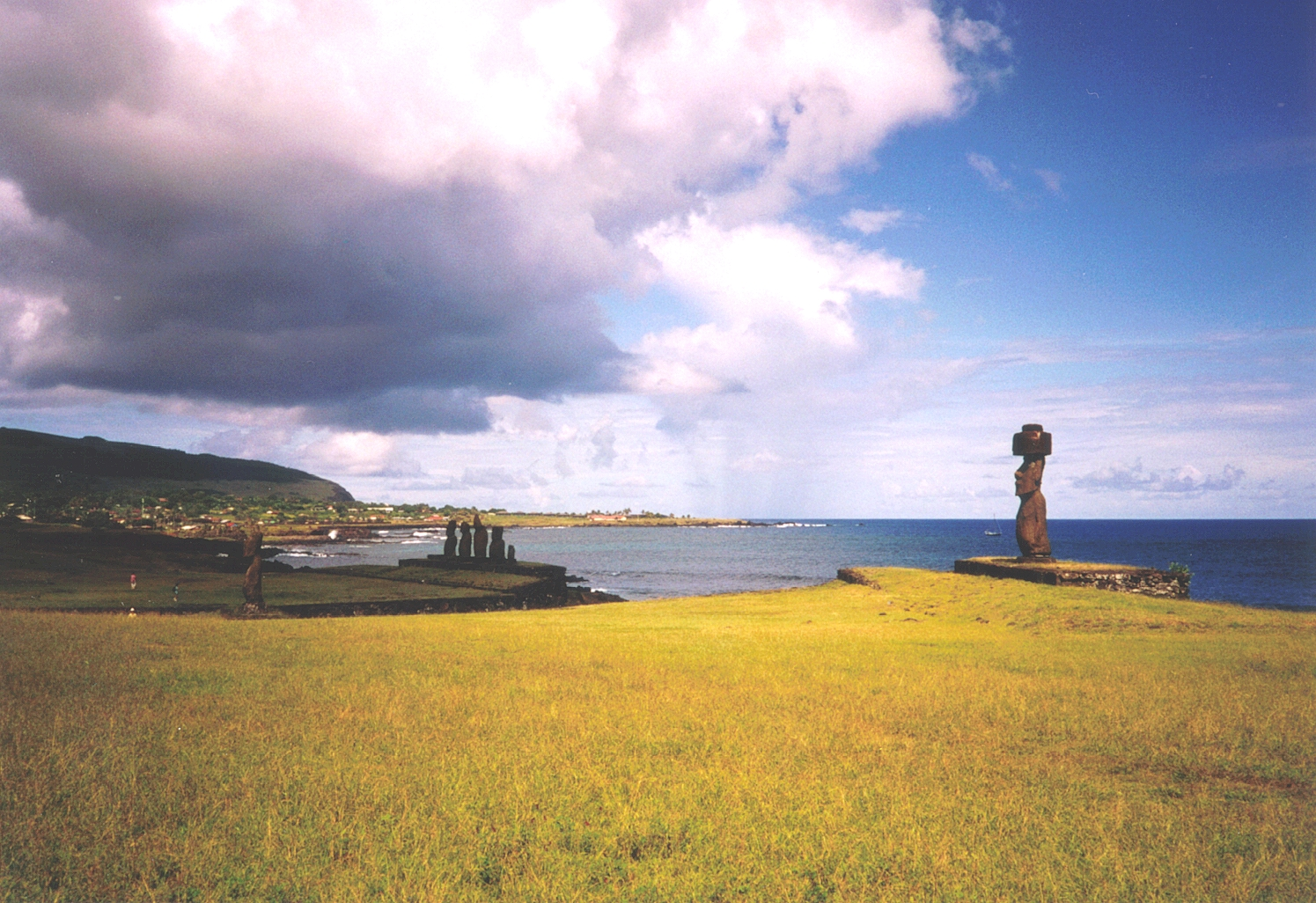
Hanga Roa, chef-lieu de l'île, entouré de moais remis sur leurs socles. Ils ne sont plus des objets de culte, mais des monuments historiques à vocation touristique, essentiels à l'économie de l'île.

## Son parcours et son action
Influencé par l'activité de son frère, missionnaire en Chine, il entre comme novice chez les religieux des Sacrés-Cœurs et intègre la congrégation des Pères et religieuses des Sacrés-Cœurs de Picpus. Il arrive au Chili puis à Tahiti en 1862 et enfin à Hanga Roa le 2 janvier 1864 : il est alors le premier Européen à s'installer sur l'Île de Pâques. 
Il tente de convertir les indigènes Rapanui et reste neuf mois dans l'île, mais ceux-ci restent fidèles à leurs croyances et refusent de changer de religion. Isolé, Eugène Eyraud doit revenir au Chili le 11 octobre 1864. Dix-sept mois plus tard, le 27 mars 1866, il revient s'installer sur l'île, cette fois accompagné du missionnaire Hippolyte Roussel et de trois Polynésiens chrétiens originaires de Mangareva.
Ses débuts de missionnaire furent difficiles, mais, progressivement, les indigènes se laissèrent gagner par ses prêches et ceux de ses compagnons, qui finirent par acquérir une forte influence sur la population.
En octobre 1866, le père Gaspar Zuhmbohm et le frère Théodule Escolan rejoignent les deux religieux, apportant avec eux des plants, graines et animaux domestiques qui modifieront profondément le milieu naturel de l'île en faisant disparaître les forêts de Sophora toromiro. Ils dispensent leur enseignement à Hanga Roa et à Vaihu, et les conversions se multiplient.

## Eugène Eyraud et les croyances locales
Déjà, lors de son premier séjour, le Frère Eyraud avait constaté que dans chaque maison il y avait des tablettes de bois couvertes de signes hiéroglyphiques mais que les Pascuans ne savaient plus les lire et en faisaient peu de cas. Il s'agissait des Rongo-Rongo, observés pour la première fois par un Européen. Heureusement, ni Eugène Eyraud ni ses collègues Roussel, Escolan et Zuhmbohm n'eurent l'idée de les détruire. En 1869 Gaspar Zuhmbohm en offrit une à l'évêque Étienne Jaussen, à Tahiti, de la part des Rapanui : c'est à partir de cette date que ces objets gravés commencèrent à être étudiés, le déchiffrage de cette écriture étant toujours en cours plus de cent ans après.
Le 22 décembre 1866, Eugène Eyraud écrivait : « Les chances de triomphe s'annoncent de jour en jour plus certaines, et l'heure de la Providence semble arrivée pour les habitants de l'île de Pâques. La mission est venue s'établir au moment où le travail de destruction touchait à ses dernières limites : destruction dans l'ordre matériel, destruction dans l'ordre moral ». Il assiste, cette année-là, à ce qui sera la dernière cérémonie du choix de l'Homme-Oiseau.
Le culte des ancêtres avait alors déjà disparu, mais l'un des moaï (effigie en pierre d'ancêtre divinisé) a un lien particulier avec Eugène Eyraud  : c'est celui surnommé Hoa Hakananai'a (l'« ami dérobé » en maori de l'île de Pâques), retiré du lieu de cérémonie d'Orongo le 7 novembre 1868 par l'équipage britannique du navire HMS Topaze, ramené à Portsmouth le 25 août 1869 et exposé depuis au British Museum de Londres. Il s'agit d'un moaï dont le dos est sculpté de pétroglyphes représentant l'Homme-Oiseau, qui, caché dans une grotte, était encore vénéré par les non-chrétiens : c'est peut-être pour cette raison qu'Eugène Eyraud, apprenant que les Britanniques souhaitaient emmener un moaï hors de l'île, leur désigna celui-ci.
Concernant les moai kavakava (tikis de petite taille), Eugène Eyraud n'en comprenait pas le sens, comme il en témoigne dans une lettre adressée à la congrégation du Sacré-cœur de Jésus et de Marie : « Quoique j'ai toujours vécu avec eux dans la plus grande familiarité, je n'ai pas été capable de découvrir un quelconque acte positif de culte religieux. Dans toutes les maisons, on peut voir beaucoup de statuettes hautes d'environ 30 centimètres, représentant des personnages masculins, des poissons, des oiseaux, etc. Ce sont sans aucun doute des idoles, mais je n'ai jamais observé qu'on leur ait accordé aucune sorte d'honneur. J'ai vu, à l'occasion, les natifs prendre ces statues dans les airs, faisant quelques gestes et accompagnant tout ceci d'une sorte de danse et d'un chant sans signification. »
Le 14 août 1868, les derniers Rapanui encore polythéistes sont baptisés. Quelques jours plus tard, le 19 août, le Eugène Eyraud meurt de la tuberculose. Ses dernières paroles furent : « Sont-ils tous baptisés ? ». « Tous », lui répond-on. Toutefois, les croyances ancestrales ne disparaissent pas pour autant du jour au lendemain, car dans les années 1930, lors des missions franco-belges de Charles Watelin, Alfred Métraux et Henri Lavachery, et en 1955, lors de l'expédition norvégienne de Thor Heyerdahl, le culte des aku-aku (amulettes, effigies des ancêtres et des esprits) et des moai kava-kava perdurait encore en famille, dans les nombreuses cavernes de l'île, sans que le missionnaire franciscain Sebastian Englert s'y oppose.